# 利安当
利安当（Antonio de Santa María Caballero，OFM，1602年4月20日—1669年5月13日）西班牙方济各会传教士。
1602年4月20日，利安当出生于西班牙北部，1629年前往菲律宾马尼拉，讲授神学。1633年，他和多明我会会士黎玉范（Juan Bautista de Morales）一同经台湾到达福建省。1643年，他被任命为方济各会中国区会长，自1650年起，他在山东省取得了重大进展。利安当著有中文作品《天儒印》（又作《天儒印证》、《天儒印正》），现藏于教廷图书馆，拉丁译名为Concordantia legris divinae cum quatuor libris Sinicis）。该书对《四书》中的某些金句以圣经释经的方式表示支持，如“天”、“诚”等的中文要义。利安当的另一部中文为《正学镠石》（Zheng xue Lo shi  (Pure Gold of Righteous Learning)），批判宋明理学所谓新儒家思想，指出要回归真儒学精义。
利安当是耶稣会传教方法的主要反对者之一，引发了所谓的中国礼仪之争。
1669年5月13日，利安当在中国广州的监狱中死去，成为康熙年间杨光先迫害基督徒运动的早期受害者。